# Білий Дунаєць (гміна)
Гміна Білий Дунаєць (пол. Gmina Biały Dunajec) — сільська гміна у південній Польщі. Належить до Татранського повіту Малопольського воєводства.
Станом на 31 грудня 2011 у гміні проживало 7050 осіб.

## Площа
Згідно з даними за 2007 рік площа гміни становила 35.51 км², у тому числі:
- орні землі: 79.00%
- ліси: 15.00%

Таким чином, площа гміни становить 7.53% площі повіту.

## Населення
Станом на 31 грудня 2011:
| Опис     | Загалом | Загалом | Чоловіки | Чоловіки | Жінки | Жінки |
| -------- | ------- | ------- | -------- | -------- | ----- | ----- |
| одиниця  | осіб    | %       | осіб     | %        | осіб  | %     |
| все      | 7050    | 100     | 3431     | 48.67    | 3619  | 51.33 |
| міське   | 0       | 100     | 0        |          | 0     |       |
| сільське | 7050    | 100     | 3431     | 48.67    | 3619  | 51.33 |

## Сусідні гміни
Гміна Білий Дунаєць межує з такими гмінами: Буковіна-Татранська, Поронін, Чорний Дунаєць, Шафляри.